# Omar-Ibn-Al-Khattab-Moschee
Die Omar-Ibn-Al-Khattab-Moschee (türkisch Ömer İbnu’l Hattâb Camii) ist eine Moschee in Berlin-Kreuzberg. Sie wurde vom Islamischen Verein für wohltätige Projekte e. V. (IVWP) gebaut und 2010 eröffnet. Sie befindet sich an der Kreuzung der Wiener Straße mit der Skalitzer Straße am U-Bahnhof Görlitzer Bahnhof und ist nach dem frühislamischen Kalifen und Eroberer Omar ibn al-Chattab benannt, der für seine rigiden Maßnahmen im rechtlichen Bereich bekannt ist. So setzte er u. a. die nicht im Koran, sondern nur durch Präzedenzfälle des Propheten begründete Steinigung als Strafe für Ehebruch durch. 
Der Juni 2004 begonnene Bau kostete rund zehn Millionen Euro und hat eine kleine Kuppel und vier etwa sieben Meter hohe Minarette auf dem Dachrand, bekrönt von vergoldeten Halbmonden. Der Gebetssaal mit zweistöckiger Galerie fasst gut 1000 Gläubige. Das Maschari-Center beherbergt auf sieben Geschossen Festsäle für Feiern, eine Koranschule sowie Boutiquen, Cafés und einen Supermarkt.
Der IVWP gehört zur Association of Islamic Charitable Projects (AICP). Das Maschari-Center ist die Deutschlandzentrale der AICP (al-Habash), einer islamischen Konfession aus dem Libanon.

## Baugeschichte

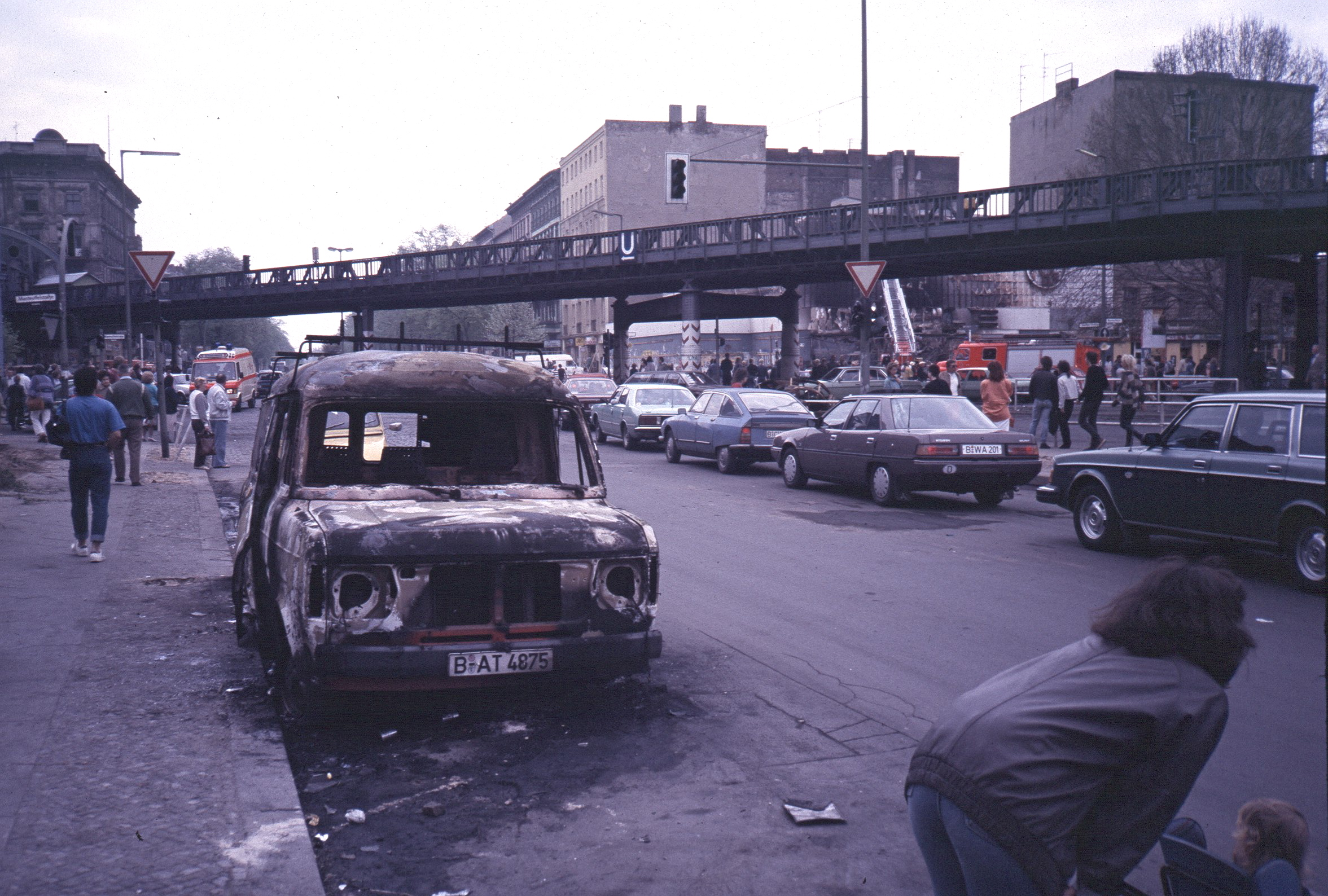
Abgebrannter Bolle-Supermarkt von der Oranienstraße aus gesehen, 2. Mai 1987

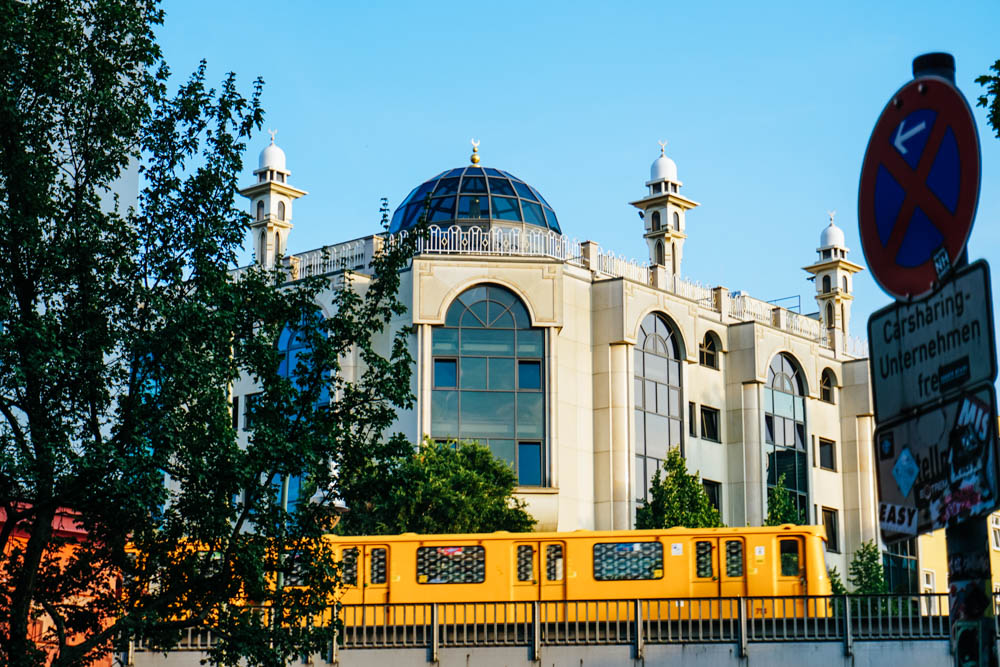
Omar-Ibn-Al-Khattab-Moschee

Die ursprünglich an der Ecke Skalitzer-/Wiener- und Manteuffelstraße befindliche Filiale der Supermarktkette Bolle wurde im Windschatten der Kreuzberger Maikrawalle 1987 von einem Serientäter niedergebrannt; das Gelände lag danach brach und die letzten Reste der Brandruine wurden erst Jahre später abgerissen. Anfang 2004 beantragte der Islamische Verein zur Förderung wohltätiger Projekte e. V. eine Baugenehmigung für das brachliegende Grundstück.
Die Bauarbeiten des in der Berliner Fassadenordnung verbleibenden Sakralbaus wurden 2008 abgeschlossen. Die unter den Islamischen Organisationen in Deutschland vergleichsweise kleine Gruppe gibt an, die Baukosten durch Kredite und vor Ort gesammelte Spenden aufgebracht zu haben. Die Moschee wurde am 21. Mai 2010 eröffnet.